# Trimula
Trimula oder arlac Trimula, auch 3D-Tic-Tac-Toe, ist ein Brettspiel für zwei Spieler, das die Firma DBGM in den 1970er Jahren in Westeuropa vertrieben hat. Es stellt eine Erweiterung von Tic-Tac-Toe auf drei Dimensionen dar und ähnelt dem Spiel Qubic. Es handelt sich um ein Zweipersonen-Strategiespiel mit vollständiger Information.

## Spielmaterial
28 Kugeln in zwei Farben, drei Rechtecke mit je neun kreisförmigen Löchern für die Spielsteine und vier rechteckigen Löchern für die vier Stäbe, mit deren Hilfe das dreidimensionale Spielfeld aufgebaut wird.

## Ziel des Spiels
Ziel des Spieles ist es, möglichst viele „Trimula“ (entspricht „Mühlen“ im klassischen Mühlespiel) zu bilden und damit gegnerische Spielsteine vom Spielbrett zu entfernen, bis dieser nur noch zwei Steine hat. Um eine „Trimula“ zu erhalten, müssen drei Spielsteine in einem 3×3×3-Würfel auf einer geraden Line angeordnet werden. Eine Reihe kann vertikal, horizontal oder diagonal verlaufen. Bei den Diagonalen gibt es Flächen- und Raumdiagonalen. Durch die Dreidimensionalität sind immer mehrere Diagonalen möglich, so dass man sehr aufmerksam spielen muss, um nicht eine zu übersehen. Aufgrund der vielen Möglichkeiten, eine „Trimula“ zu setzen, und der zu geringen Anzahl Spielsteine, die dazu nötig sind, ist das Spiel für den Anziehenden relativ leicht zu gewinnen und wird schnell reizlos.

## Reiz des Spiels
Der Hauptreiz beim Kauf des Spiels machte eher die damals „futuristische“ Anmutung des Spiels aus. Der flache und großflächige Spielkarton zeigt zwei Personen (eine Frau und einen rauchenden Mann) bei einem Trimula-Spiel.

## Spielregelvarianten
Durch mehrere Spielregelvarianten versuchte der Hersteller, auch interessantere Spielideen auf dieser futuristisch wirkenden Brettkonstruktion zu ermöglichen. Eine ganz andere Spielidee, genannt „Diagonal-Rennen“, besteht aus einem Wettrennen der Spieler, wobei jeder ein einziges Setzfeld hat und seine Steine zur räumlich diagonal gegenüberliegenden Stelle bewegen muss, von wo aus sie ins Ziel kommen. Dabei können unterwegs gegnerische Steine diagonal geschlagen und durch geeignetes Setzen indirekt auch blockiert werden. Auch bei dieser Spielregel ist der Vorteil des Anziehenden zu deutlich, um das Spiel längere Zeit attraktiv zu halten. Das Spiel verschwand auch bald wieder vom Markt.

## Ähnliche Spiele
Trimula ähnelt von den Regeln her und optisch dem Spiel Qubic, dessen um ein Spielfeld je Dimension reduzierte Version es ist. Weitere ähnliche Spiele sind Tic Tac Toe 2D, Sogo und Mühle 3D, bei dem vier Steine in einer Reihe eine Mühle bilden, wo jedoch dadurch keine gegnerischen Steine geschlagen werden.